# دائرة بوقرة
دائرة بوقرة إحدى دوائر ولاية البليدة وتضم بلديات بوقرة وحمام ملوان وأولاد السلامة.